# Platyarthrus messorum
Platyarthrus messorum är en kräftdjursart som beskrevs av Karl Wilhelm Verhoeff1936. Platyarthrus messorum ingår i släktet Platyarthrus och familjen myrbogråsuggor. Inga underarter finns listade i Catalogue of Life.